# Bloodsport (DC Comics)
Bloodsport è il nome di una serie di criminali dei fumetti DC Comics. L'originale, Robert DuBois, è stato un nemico ricorrente di Superman.

## Biografia del personaggio
Ricevuta la lettera da chiamata per la Guerra in Vietnam, l'afroamericano Robert "Bobby" DuBois fuggì in Canada per evitare il reclutamento, non perché contrario alla guerra ma perché terrorizzato dall'idea di morire. Suo fratello Michael si spacciò per lui e andò in guerra, perdendo tutti gli arti: distrutto dai sensi di colpa, Robert divenne ossessionato dalla guerra del Vietnam e venne rinchiuso più volte in svariati ospedali psichiatrici canadesi.
Deciso ad assassinare il suo nemico Superman, Lex Luthor inviò alcuni emissari a reclutare DuBois, donandogli delle armi potenziate, tra cui una pistola in grado di sparare proiettili di kryptonite e un teletrasportatore per le armi,  e plagiandolo in modo da fargli credere di essere stato realmente in Vietnam insieme a Michael. Assunto l'alias di Bloodsport, il folle sterminò vari cittadini di Metropolis accusandoli di aver sprecato la libertà, ferendo gravemente Superman quando provò a fermarlo. Disgustato dalle stragi commesse dal criminale, lo stesso Luthor tentò di fermarlo, ma fu un Superman curato dalle ferite della kryptonite a sconfiggerlo distruggendo le sue armi. Bloodsport provò allora a farsi esplodere utilizzando l'energia del suo teletrasporto, ma Jimmy Olsen rintracciò Michael e lo portò sul luogo dello scontro, facendo crollare psicologicamente Robert.
Divenuto un nemico ricorrente di Superman, ebbe anche una schermaglia contro il celebre sicario Deadshot. Nel crossover Vendicatori/JLA tese una trappola a Visione e Aquaman insieme ad altri supercriminali: successivamente provò ad uccidere Iron Man, ma venne fermato da Hal Jordan e portato in prigione.
Mentre DuBois finì in prigione un nuovo criminale prese il manto di Bloodsport: ironicamente si trattava di un suprematista bianco, Alexander Trent, con cui Perry White aveva avuto a che fare in precedenza. Catturato da Superman e portato in prigione, Trent sviluppo un'accesa rivalità con DuBois, rinchiuso nello stesso carcere: per stemprare la tensione il direttore istituì un match di boxe tra i due detenuti, con Superman nel ruolo di arbitro.
Al culmine dell'incontro Trent usò il teletrasporto per ottenere alcune armi, scatenando una rivolta in cui i destini dei due criminali giunsero a tragiche conclusioni: DuBois rubò una delle armi e tentò la fuga venendo ucciso dalle guardie, mentre Trent venne ricatturato e successivamente bruciato nella sua cella dalla Fratellanza Ariana, delusa per la debolezza dimostrata nei confronti del rivale.
Un terzo Bloodsport, la cui vera identità è sconosciuta, attaccò Superman insieme a Silver Banshee ed altri criminali: qui tentò di uccidere Olsen ma venne rapidamente neutralizzato dall'Uomo d'Acciaio.

## Altri media

### Televisione
- Bloodsport compare nell'ultima serie animata del DC Animated Universe Justice League Unlimited.
- Nella serie televisiva Smallville, Van McNulty, alias Bloodsport, è interpretato da Jesse Metcalfe.
- Nella terza stagione della serie televisiva Supergirl, Robert DuBois, alias Bloodsport, è interpretato da David St. Louis.

### Cinema
- La versione ibrida di Bloodsport compare nel film d'animazione del DC Animated Universe Justice League vs. the Fatal Five.
- Robert DuBois, alias Bloodsport, è il protagonista del film The Suicide Squad - Missione suicida (2021), interpretato da Idris Elba. Il personaggio doveva essere inizialmente una nuova versione di Deadshot, interpretato in precedenza da Will Smith, ma è stato riscritto per dare la possibilità a Smith di tornare in futuro nel franchise. In questa versione Bloodsport è un cinico mercenario con un passato militare, dotato di un'armatura tecnologica (con un casco ispirato allo Xenomorfo della saga di Alien) equipaggiata con un arsenale tra cui spiccano particolari armi componibili e pieghevoli che, unite alla sua mira infallibile, lo rendono uno dei sicari più pericolosi al mondo. Sotto la scorza del mercenario duro e senza scrupoli, DuBois nasconde un passato traumatico: venne infatti maltrattato da suo padre fin da piccolo per divenire un mercenario come lui, subendo tremende punizioni ad ogni fallimento. Una di queste consistette nel rimanere bloccato per una settimana in una scatola con dei ratti affamati:  ciò gli procurò una grande fobia verso i roditori che lo accompagna per tutta la vita. Ha inoltre una figlia non voluta, Tyla, con cui ha un rapporto estremamente burrascoso. Dopo essere stato pagato per uccidere Superman, Bloodsport è stato in grado di ferirlo gravemente con dei proiettili alla kryptonite, venendo arrestato e spedito nella prigione di Belle Reve. Su consiglio del colonnello Rick Flag, suo caro amico ed ex commilitone, Amanda Waller prova a reclutarlo nella sua Task Force X, ma egli rifiuta: sarà solo ricattandolo tramite Tyla che Bloodsport sarà costretto ad accettare l'incarico di guidare la famigerata Suicide Squad in una missione sull'isola di Corto Maltese. Cinico e burbero, nel corso della missione egli sviluppa un'accesa rivalità col vigilante Peacemaker, ma anche amicizia verso gli outsider Polka-Dot Man e King Shark, oltre che un rapporto padre-figlia con la giovane Ratcatcher II, unica a vedere del buono in lui. Ricongiuntosi a Flag e alla folle Harley Quinn, il gruppo dà l'assalto alla prigione di Jothunaim, in cui viene celato l'alieno Starro: dopo che Peacemaker, assoldato da Waller per rimuovere le prove del coinvolgimento degli americani negli esperimenti sull'alieno, ha ucciso Flag e minacciato Ratcatcher, Bloodsport lo affronta sconfiggendolo dopo un duello. Ormai stanco delle ipocrisie di Waller e del suo governo, il mercenario contravviene agli ordini di abbandonare l'isola al suo destino e guida la squadra contro Starro: nonostante Polka-Dot Man perda la vita il gruppo riesce infine a prevalere anche grazie alla leadership di Bloodsport. Utilizzando le prove del coinvolgimento americano, il mercenario riesce inoltre a ricattare Waller ottenendo la libertà per sé stesso, per Harley (che sceglie di diventare sua amica dopo la morte di Flag), Ratcatcher II e King Shark.

1. ↑  Il termine volume è usato in lingua inglese, in questo contesto, per indicare le serie, pertanto Vol. 1 sta per prima serie, Vol. 2 per seconda serie e così via.